# Ordinarium Sanctae Romanae Ecclesiae
Ordinarium Sanctae Romanae Ecclesiae — документ, написанный Якопо Каэтани Стефанески, который способствовал развитию папского конклава, установив процедуру голосования, в настоящее время называемую «голосованием одобрения». Документ примечателен тем, что он не является папской буллой или указом, но рассматривался как закон на последующих папских выборах.
Каэтани (участник четырёх папских конклавов между 1303 и 1341 годами) не включал никаких ограничений на количество кандидатов, которых кардинал мог включить в свой бюллетень во время проверки, но советовал не выбирать слишком много «ради приличия и целесообразности». Сочетание голосования одобрения с уже существующим требованием двух третей квалифицированного большинства имеет несколько «странных последствий»; например, это может привести к тому, что несколько кандидатов получат квалифицированное большинство, даже если только одна треть выборщиков выберет более одного кандидата.
Каждый раунд голосования также рассматривался как отдельный; то есть кандидаты сохраняли право на участие во всех будущих проверках, даже если они не получили ни одного голоса ранее.
Голосование одобрения использовалось на сорока одном конклаве с 1294 года по 1621 год, после чего оно было заменено категорическим голосованием «Aeterni Patris Filius» (1621 год) и «Decet Romanum Pontificem» (1622 год).